# روبرت لين (ملحن)
روبرت لين (بالإنجليزية: Robert Linn)‏ هو عالم موسيقى وملحن أمريكي، ولد في 11 أغسطس 1925، وتوفي في 28 أكتوبر 1999.

## وصلات خارجية
- روبرت لين على موقع ميوزك برينز (الإنجليزية)